# Beach soccer ai III Giochi del Mediterraneo sulla spiaggia
Le gare di beach soccer ai II Giochi del Mediterraneo sulla spiaggia si sono svolti dal 9 al 12 settembre 2023 a Heraklion, in Grecia.

## Podi
| Evento          | Oro    | Argento    | Bronzo  |
| Torneo maschile | Spagna | Portogallo | Marocco |

## Medagliere
| Posiz. | Nazione    | Oro | Argento | Bronzo | Totale |
| ------ | ---------- | --- | ------- | ------ | ------ |
| 1      | Spagna     | 1   | 0       | 0      | 1      |
| 2      | Portogallo | 0   | 1       | 0      | 1      |
| 3      | Marocco    | 0   | 0       | 1      | 1      |
| Totale | Totale     | 1   | 1       | 1      | 3      |